# Ernst Maisel
Pour les articles homonymes, voir Maisel.
Le lieutenant-général Ernst Maisel (16 septembre 1896 - 16 décembre 1978) était un officier de l'armée allemande (Wehrmacht) pendant la 2e Guerre mondiale.

## Carrière
Le 4 janvier 1915, pendant la Première Guerre mondiale, Maisel s'engage comme volontaire dans le 12e régiment d'artillerie de campagne royal bavarois (de) de l'armée bavaroise dans sa ville natale. Le 23 mars, il est promu sous-officier et peu après, le régiment effectue sa première mission sur le terrain, le 3 avril 1915, dans les Flandres, sur le front occidental. Peu de temps après, il est d'abord promu vice-sergent le 12 juin, puis junior sous les drapeaux le 26 juillet et enseigne de vaisseau le 23 août 1915, tout en étant promu lieutenant de réserve. A partir de cette date, il est affecté comme officier de batterie à la 4e batterie. Moins d'un an plus tard, il est blessé pour la première fois lors de la bataille de la Somme et, après sa guérison, est commandé à l'état-major du régiment le 28 octobre 1916. À la mi-décembre 1917, il est transféré dans le 1er régiment d'artillerie de campagne (de). Il y est à nouveau blessé lors des combats en Flandres le 16 avril 1918 et est ensuite affecté à l'état-major du régiment, où il doit rester jusqu'à la fin de la guerre. 
À la suite de l'attentat contre Hitler, il fut envoyé avec le général Wilhelm Burgdorf chez Erwin Rommel pour lui proposer le suicide en échange de l'immunité pour sa famille ou un procès pour haute-trahison avec toutes les conséquences que cela impliquait pour les siens.

## Décorations